# Srŏk Kâmpóng Léav
Srŏk Kâmpóng Léav är ett distrikt i Kambodja.   Det ligger i provinsen Prey Veng, i den södra delen av landet, 40 km öster om huvudstaden Phnom Penh. Antalet invånare är 55 054.